# Жан-Франсоа Копе
Жан-Франсоа Копе (на френски: Jean-François Copé) е френски политик, лидер на партията Съюз за народно движение от 2010 година.
Копе е роден на 5 май 1964 година в Булон Биянкур край Париж в еврейско семейство. През 1989 година завършва Националната школа по администрация, след което работи във финансовия сектор. От 1993 година се включва активно в дейността на партията Сбор за републиката. През 1995 – 2002 и от 2005 година е кмет на Мо, а от 2002 година е депута. През 2002 – 2004 е говорител на правителството, а през 2004 – 2007 година е министър на бюджета. През 2010 година става генерален секретар на Съюза за народно движение, през ноември 2012 година е избран за председател на партията.
1. ↑  12203449z //   Посетен на 17 февруари 2024 г.
2. ↑  www.workwithdata.com //   Посетен на 5 ноември 2024 г.